# Штанигурт
Штанигурт — деревня в Глазовском районе Удмуртии.

## География
Располагается на реке Сыге в 2 километрах от города Глазова.

## История
Первые упоминания о починке Верх-Сыгинском относится к 1795 году. На рубеже веков в деревне в 36 хозяйствах проживали Поскрёбышевы, Панкратовы, Бабинцевы, Веретенниковы, Тугбаевы, Поздеевы, Ившины. В 1837 году поч. Штанигуртский относился к приходу Вознесенской церкви г. Глазова. В переписи населённых мест в середине XIX века записан как починок Верх-Сыгинский. В 36 дворах проживало 183 мужчины и 231 женщина.
В середине 20-х годов XX века в деревне насчитывалось 65 хозяйств, в пяти из которых проживали русские, остальные хозяйства были удмуртскими.
В 1930-е годы в д. Штанигурт был образован колхоз «Урожай». В 1950 году колхоз «Урожай» вошёл в состав колхоза «Азьлань» вместе с колхозами им. Будённого и им. Сталина. В 1957 году в состав колхоза вошли земли колхоза им. Ленина. С декабря 1973 года земли колхоза отошли совхозу «Глазовский».
В течение многих послевоенных лет администрации сельского совета и совхоза «Глазовский» выходили в Глазовский райисполком с предложением о переименовании неблагозвучного, как им казалось, исторического названия деревни Штанигурт в более благозвучное — поселок Юбилейный. Но новый ойконим, узаконенный 15 октября 1980 года Указом Президиума Верховного Совета УАССР, не прижился, и деревню по-прежнему называют Штанигурт.
В д. Штанигурт в настоящее время 13 улиц, а до 1970 года было всего 2 улицы. В 1970-е годы были построены контора, столовая, магазин, медпункт, детский сад, шло бурное строительство многоквартирных домов. Жить в Штанигурте было в то время престижно: дома благоустроенные, теплые мастерские, гаражи с душевыми, детсад с круглосуточным режимом работы, асфальтированные улицы, дороги в мастерские, на фермы, 2-разовое горячее питание рабочих совхоза. Совхоз «Глазовский» был одним из передовых в республике хозяйств по откорму скота. Со всей республики в совхоз ездили перенимать опыт по организации откорма скота, по обработке почвы, по заготовке сенажа. Все это было достигнуто благодаря умелому руководству директора совхоза В. И. Шулятьева.
В 2010 году в д. Штанигурт проживало 1081 человек.

## Население
| 1850 | 2010  | 2012  |
| ---- | ----- | ----- |
| 414  | ↗1143 | ↗1215 |

## Общественный транспорт
Деревня связана с Глазовом городским автобусным маршрутом № 8, следующим до площади Свободы.